# Kraken (Kryptobörse)
Kraken ist eine in den Vereinigten Staaten ansässige Kryptowährungsbörse und Kreditinstitut, welche 2011 gegründet wurde. Die Börse bietet den Handel zwischen Kryptowährungen und Fiat-Währungen an und liefert Preisinformationen an das Bloomberg Terminal. Anfänglich fungierte Kraken als reiner Umschlagplatz für die Kryptowährung Bitcoin und Litecoin und als Nachfolger von Mt. Gox. Mit Stand 2021 ermöglicht Kraken den Handel mit über 70 Kryptowährungen und verfügt über eine Banklizenz. Ab Juli 2024 bietet Kraken die Services auch offiziell in Deutschland über eine BaFin-Lizenz von DLT Finance an.

## Geschichte
Im Jahr 2011 besuchte der Gründer Jesse Powell die Büroräume der Kryptowährungsbörse Mt. Gox, nachdem dieses Unternehmen 2011 einen Sicherheitsbruch erlitten hatte und Bitcoins von der Plattform gestohlen wurde. Powell erzählte Bloomberg News, dass er begann, an Kraken als Ersatz für Mt. Gox zu arbeiten, falls dieses Unternehmen dauerhaft schließen sollte, was 2014 geschah. Im November 2014 gab Nobuaki Kobayashi, der gerichtlich bestellte Konkursverwalter, der die Liquidation von Mt. Gox beaufsichtigt, bekannt, dass Kraken ausgewählt wurde, um bei der Untersuchung der verlorenen Bitcoins und der Rückgabe der verbleibenden Gelder an die Gläubiger behilflich zu sein. Einem Artikel im Wall Street Journal zufolge sagte der Verwalter, dass Kraken aufgrund seiner bewährten Betriebsgeschichte ausgewählt wurde und weil das Unternehmen angab, dass sein System noch nie von Hackern angegriffen wurde.
Im September 2013 startete Kraken nach zweijähriger Test- und Entwicklungszeit. Die Börse bot zunächst den Handel in Bitcoin-, Litecoin- und Euro an. Später kamen weitere Währungen und der Margin-Handel hinzu. Im März 2014 erhielt Kraken eine Serie-A-Finanzierungsrunde in Höhe von 5 Millionen US-Dollar unter der Leitung von Hummingbird Ventures. Weitere Investoren waren Trace Mayer und Barry Silbert (Bitcoin Opportunity Fund). Im April 2014 wurde Kraken als eine der ersten Bitcoin-Börsen auf dem Bloomberg Terminal gelistet. Im März 2017 übernahm Kraken die beliebte Website Cryptowatch, eine Echtzeit-Charting-Seite für Kryptowährungen, die häufig von Daytradern genutzt wird. Im Zuge der Übernahme wurde auch der Gründer von Cryptowatch, Artur Sapek, eingestellt, um die Integration von Cryptowatch in Krakens Systeme und die Weiterentwicklung der Plattform voranzutreiben.
Im Februar 2019 gab Kraken bekannt, dass es in einem direct offering an seine größten Kunden 100 Millionen Dollar bei einer Bewertung von 4 Milliarden Dollar eingenommen hatte. Anfang 2021 bemühte sich Kraken um zusätzliche Finanzmittel von Investoren und erhielt eine Bewertung von über 20 Milliarden US-Dollar, wobei Tribe Capital zum zweitgrößten institutionellen Investor des Unternehmens hinter Hummingbird Ventures wurde.
Im September 2020 erhielt Kraken eine SPDI-Charter (Special Purpose Deposit Institution) in Wyoming und wurde damit die erste Kryptowährungsbörse mit einer solchen Charter in den USA. Als erste Kryptobörse erhielt sie somit eine Banklizenz.
Im Januar 2021 veröffentlichte Kraken eine mobile App für internationale Nutzer. Die App wurde im Juni 2021 in den USA verfügbar. Zusätzliche Handelsmöglichkeiten sind über zwei weitere eigenständige mobile Apps, Kraken Pro und Kraken Futures, verfügbar.
Im Januar 2022 kündigte Kraken einen Marktplatz für NFTs an.
Im Juni 2023 wurde der NFT-Marktplatz von Kraken offiziell aus dem Betatest heraus gestartet, mit der Option für Nutzer, für Angebote mit Fiat oder Kryptowährung zu bezahlen. Im September 2023 berichtete Bloomberg, dass Kraken plante, zum ersten Mal außerhalb von Kryptowährungen zu handeln, indem es den Handel mit in den USA notierten Aktien und börsengehandelten Fonds anbot.
Im Jahr 2023 fasste Kraken in Europa Fuß, indem es Lizenzen für Virtual Asset Service Provider (VASP) in Irland, Italien und Spanien erwarb; Im Oktober 2023 kündigte Kraken Pläne an, seinen europäischen Vorstoß fortzusetzen, indem es eine in den Niederlanden ansässige Krypto-Börse namens Coin Meester B.V. (BCM) erwarb.
Im März 2024 startete Kraken eine neue Einheit namens Kraken Institutional, die Dienstleistungen für institutionelle Anleger, Hedgefonds und ETF-Emittenten anbieten soll.
Im April 2024 veröffentlichte Kraken „Kraken Wallet“, die firmeneigene Kryptowallet, die acht Blockchains unterstützt.

## Rechtliche Fragen
Im April 2018 begann die Generalstaatsanwaltschaft von New York City mit einer Untersuchung der Maßnahmen, die von Kryptowährungsbörsen zum Schutz ihrer Kunden und zur Bekämpfung von Marktmanipulation und Geldwäsche ergriffen werden. Geschäftsführer Powell behauptete, dass die Untersuchung feindselig und schlecht für das Geschäft sei, und weigerte sich, mit der Untersuchung zu kooperieren. Er gab an, dass Marktmanipulation „für die meisten Krypto-Händler keine Rolle spielt“, und erklärte, dass „Betrügereien“ unter den Kryptowährungsbörsen weit verbreitet wären. Der Abschlussbericht der Generalstaatsanwaltschaft, der im September 2018 veröffentlicht wurde, betonte die Nichtbeteiligung von Kraken an der Untersuchung und wies auf mögliche Verstöße gegen die New Yorker Vorschriften für virtuelle Währungen des New York Department of Financial Services bei Kraken (sowie Binance und Gate.io) hin.
Ende September 2021 wurde bekannt gegeben, dass Kraken 1,25 Millionen Dollar an die Commodity Futures Trading Commission zahlen muss, weil es nicht registrierten Margenhandel angeboten hatte.